# Programmations du Pukkelpop
 (janvier 2015).
Le Pukkelpop est un festival belge de rock, organisé à Kiewit, près d'Hasselt. Les noms en gras sont des groupes en tete d'affiche.